# Монмут (замок)
Монмут (англ. Monmouth) — замок в одноименном городе в округе Монмутшир, Уэльс, Великобритания.

## История замка
Замок был построен между 1067 и 1071 годами в стратегически важном месте слияния рек Уай и Монноу. Первоначально он принадлежал Уильяму Фиц-Осберну, соратнику Вильгельма Завоевателя и графу Херефордскому, и представлял собой деревянную башню, окруженную частоколом. В начале XII века на месте этого сооружения был построен каменный замок, а в XIII веке добавлена Круглая башня.
До 1267 года Монмут оставался в руках норманнских лордов, а после перешёл к сыну Генриха III — Эдмунду Горбуну (англ. Crouchback), графу Ланкастерскому. Эдмунд добавил к южной стороне Главной башни большую прямоугольную постройку, состоящую из одного зала, в котором вплоть до XVII века проходили судебные заседания. В середине XIV века во времена Генри Гросмонта, 1-го герцога Ланкастерского, был благоустроен верхний ярус Главной башни. Кроме того в её стенах были прорезаны большие, богато декорированные окна, поставлена новая дверь и обновлено покрытие крыши. Считается, что именно в этой башне в 1387 году родился будущий король Генрих V.
Во время Английской революции Монмут трижды переходил из рук в руки. Кроме того замок перенёс короткую, но тяжёлую осаду, в ходе которой была взорвана Главная башня, а 22 декабря 1647 года солдаты Кромвеля разрушили Круглую башню. В 1673 году Генри Сомерсет, герцог Бофорт, построил на месте Круглой башни Большой дом (англ. Great Castle House). При строительстве были использованы камни от разрушенных построек. С 1875 года в Большом доме располагался штаб Королевских инженерных войск Монмутшира.